# Бразил, Энджи
Анджела «Энджи» Бразил (англ. Angela "Angie" Braziel; род. 18 сентября 1976 года в Одессе, Техас) — американская профессиональная баскетболистка, выступавшая в женской национальной баскетбольной ассоциации. Была выбрана на драфте ВНБА 1999 года в четвёртом раунде под общим сорок пятым номером командой «Шарлотт Стинг». Играла на позиции лёгкого форварда. По окончании игровой карьеры вошла в тренерский штаб школьной команды «Эстакадо Матадорс». В настоящее время работает главным тренером родной школьной команды «Пермиан Пантерс».

## Ранние годы
Энджи Бразил родилась 18 сентября 1976 года в городе Одесса (штат Техас), училась же она там же в средней школе Пермиан, в которой выступала за местную баскетбольную команду.